# هتل آسمان (شیراز)
هتل آسمان یک هتل در حال ساخت در شیراز، ایران است. این ساختمان با ۱۶ طبقه و ۶۴ متر ارتفاع ششمین بنای مرتفع شیراز است که در مرکز بافت تاریخی و کوتاه‌قامت شهر در خیابان باریک رودکی قد کشیده‌است. قرار گرفتن هتل در حریم بصری ارگ کریم‌خان، نقدهای فراوانی را در پی داشته‌است که تاکنون منجر به تخریب دو طبقه از آن شده‌است.
علیرضا پاک‌فطرت، شهردار پیشین شیراز، ساخت این هتل را «بزرگ‌ترین تخلف در تاریخ فعالیت شهرداری در این شهر» به‌شمار می‌آورد.

## نقدها
در سال ۱۳۸۱ مجوز ساخت هتل آسمان در ۷ طبقه توسط شهرداری شیراز صادر شد اما با پیگیری‌های مالک، مجوز طبقات هتل به ۱۸ طبقه افزایش یافت. پروژه ساخت هتل در ۱۸ طبقه در سال ۱۳۸۴ آغاز شد. با قد کشیدن ساختمان در اوایل دهه ۱۳۹۰، نقدها به ساخت آن شدت گرفت. ساختمان غول‌پیکر هتل حریم منظری مجموعه تاریخی زندیه و ارگ کریم‌خان را تحت تأثیر قرار می‌داد و بر ثبت جهانی این مجموعه نیز تأثیر منفی می‌گذاشت. سرانجام با اعتراضات فراوان مردم، انجمن‌ها و سازمان میراث فرهنگی، شهردار شیراز در مهرماه ۱۳۹۳ در نامه‌ای خواستار پیگیری تخلف پرونده ساختمانی هتل آسمان و حدف طبقات فوقانی آن شد.
در تابستان سال ۱۳۹۴ شورای عالی معماری و شهرسازی شیراز طی مصوبه‌ای خواستار تخریب ۴ طبقه از هتل شد. به گفته مدیرکل میراث فرهنگی استان فارس، کاهش طبقات از ۱۸ به ۱۴ طبقه دیگر آسیبی را متوجه ارگ کریم‌خانی نمی‌کرد. مالک ساختمان با این وجود، از انجام این کار امتناع ورزید و سرانجام کارگاه ساخت در آبان ۱۳۹۴ با حکم دادستان پلمب شد. چند روز بعد ساختمان با حکم دادستان شیراز فک پلمب شد تا سرمایه‌گذار بتواند طبقاتی که مشکل ساخت ندارد را تکمیل کند.
سرانجام در اردیبهشت ماه ۱۳۹۵ شهرداری تحت تأثیر افکار عمومی، یک و نیم طبقه از ساختمان را تخریب کرد. در مردادماه ۱۳۹۸ طبقات پایینی هتل دچار آتش‌سوزی شد که پس از ۱۴ ساعت مهار شد. پس از این آتش‌سوزی بیان شد که ساختمان این هتل با قرار گرفتن در فخرست ساختمان‌های ناایمن شیراز، ایمنی سازه‌ای را از دست داده و نیاز به مقام‌سازی دارد.
با فروریختن ساختمان متروپل در خردادماه ۱۴۰۱ موضوع ناایمن بودن ساختمان این هتل دوباره در صدر اخبار رسانه‌ها قرار گرفت. با این حال تا مهرماه ۱۴۰۱ نقشه مقاوم‌سازی هتل تأیید نشد.

## نگارخانه

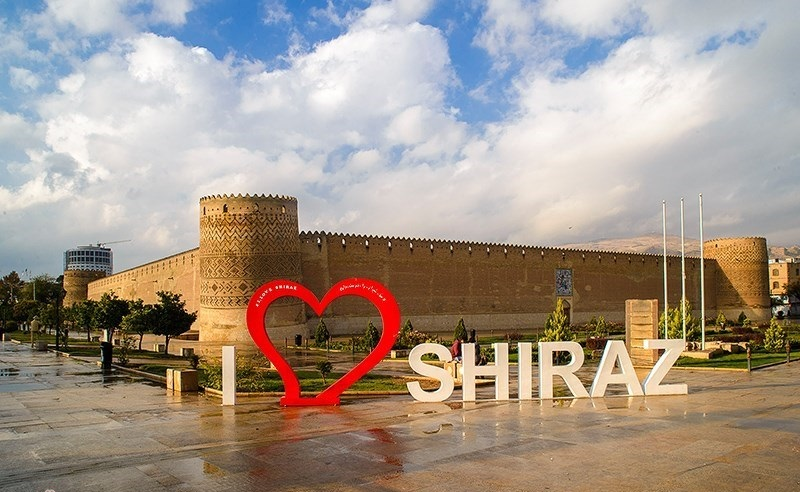
ارگ کریم‌خان و هتل آسمان
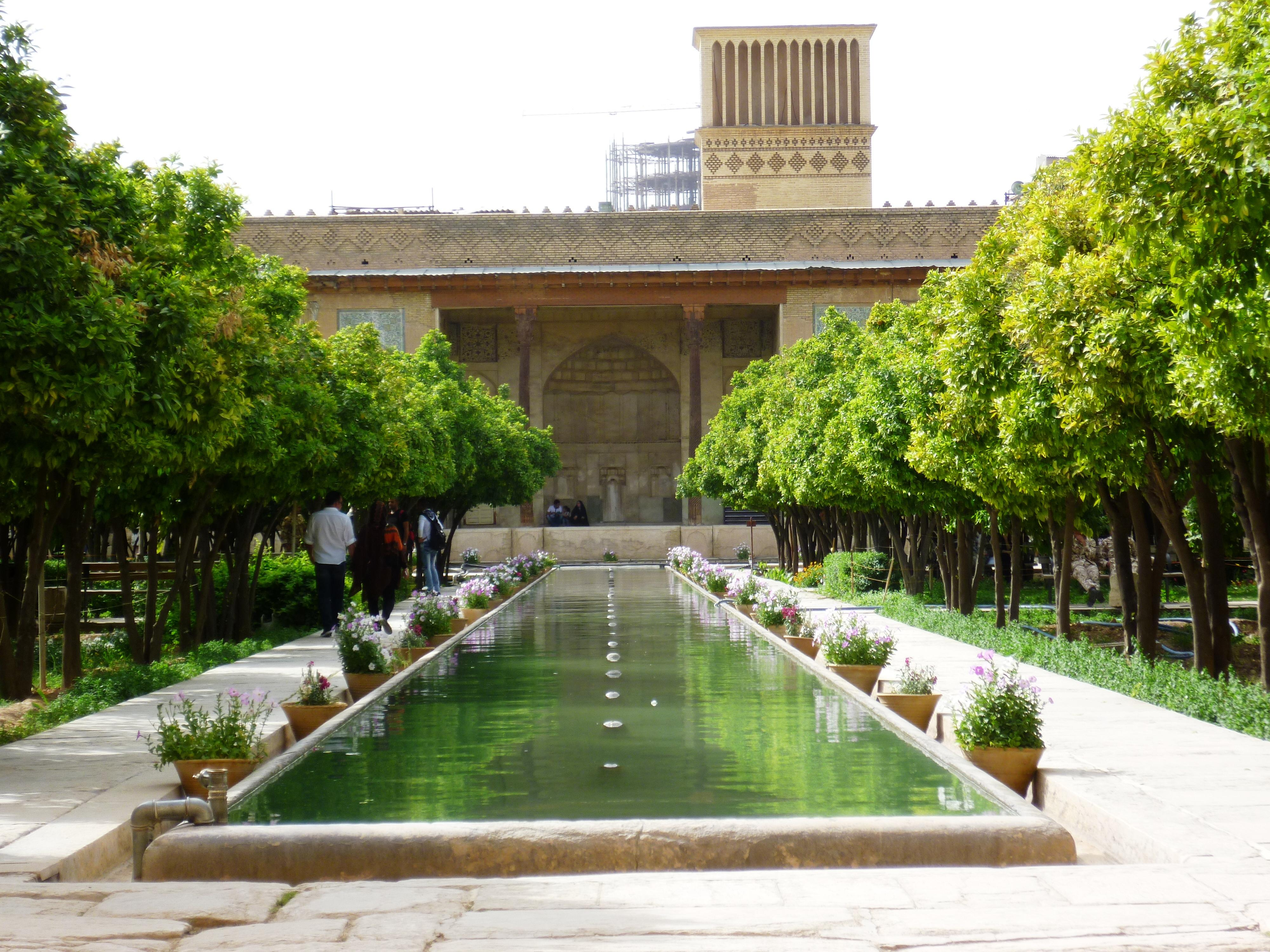
اسکلت هتل از حیاط ارگ
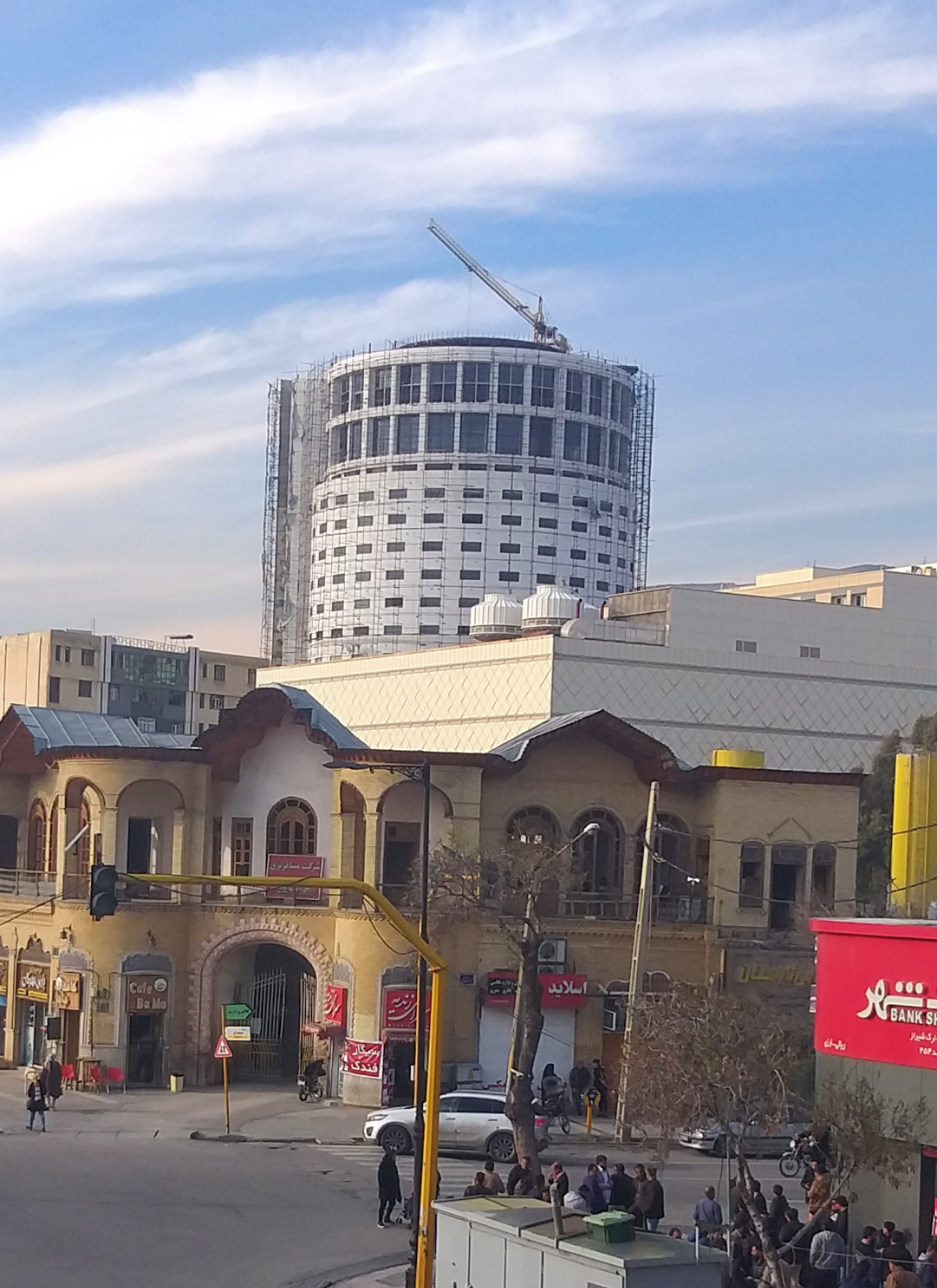
نمای هتل از چهارراه زند